# Собибур

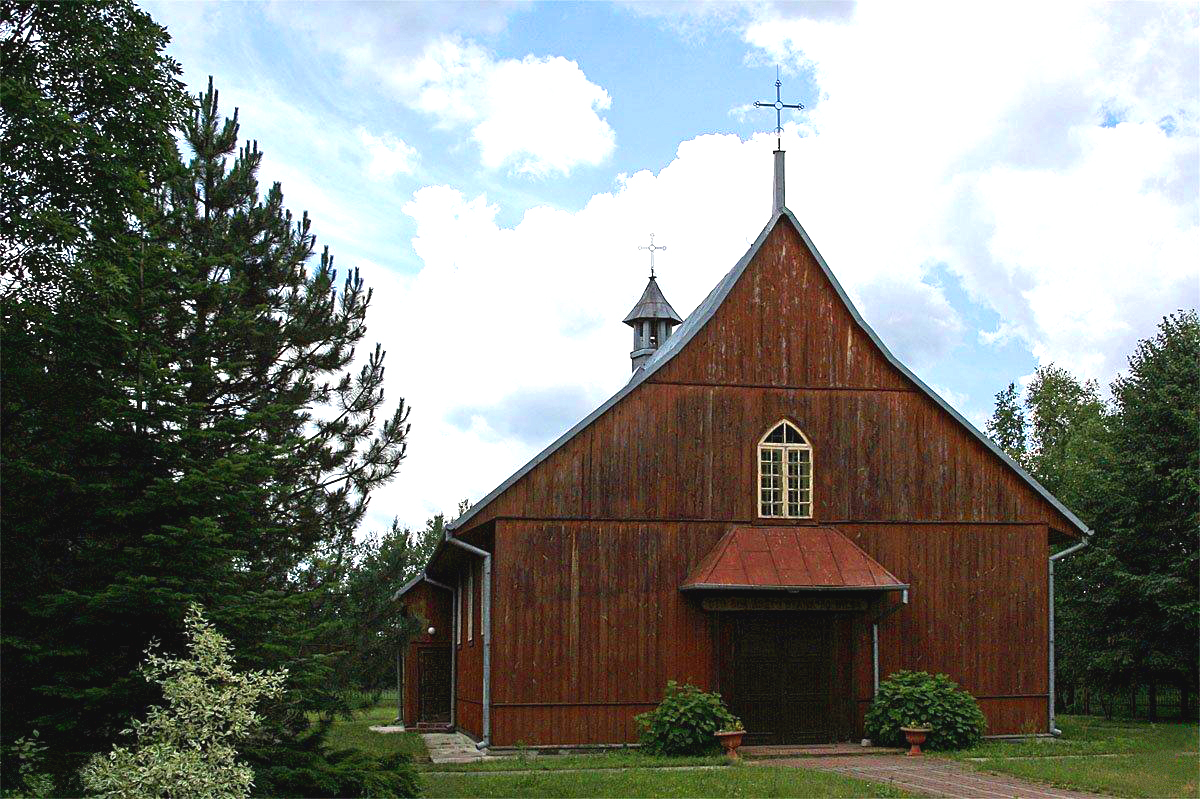
Церковь Успения Пресвятой Девы Марии

Соби́бур (пол. Sobibór) — село в Польше в сельской гмине Влодава во Влодавском повете Люблинского воеводства.
Село располагается в 11 км от административного центра сельской гмины села Влдава и в 80 км от административного центра воеводства города Люблин. Около села протекает река Западный Буг. Около села находится Собиборский ландшафтный парк.
В 4 км на запад от села находятся железнодорожная товарная станция Собибур, музей Собибура и памятник, посвящённый жертвам концентрационного лагеря Собибор, который действовал здесь в годы Второй мировой войны.
До Второй мировой войны основным населением села были православные полещуки.

## Достопримечательности
- Православное кладбище — памятник культуры Люблинского воеводства (№ А-253[3]).
- Музей Собибура — филиал музея Майданека.
- Памятник жертвам концлагеря.